# 豪森 (比肯费尔德县)
豪森（德語：Hausen，發音：[ˈhaʊzn̩] ⓘ）是德国莱茵兰-普法尔茨州比肯费尔德县的市镇，面积4.99平方千米，2023年12月31日人口为165人。